# Mesteacăn, Botoșani
Mesteacăn este un sat în comuna Corni din județul Botoșani, Moldova, România.